# Rienza
La Rienza (Rienz in tedesco) è un fiume lungo circa 90 chilometri, che sorge nelle Dolomiti di Sesto a sud di Dobbiaco precisamente alla base delle Tre Cime di Lavaredo, in Alto Adige.

## Storia
Il nome antico del fiume è Pirra, attestato dall'Alto medioevo, che però scompare nell'XI secolo e viene soppiantato dal nome Rienza il quale inizialmente indicava solo le sorgenti.

## Percorso

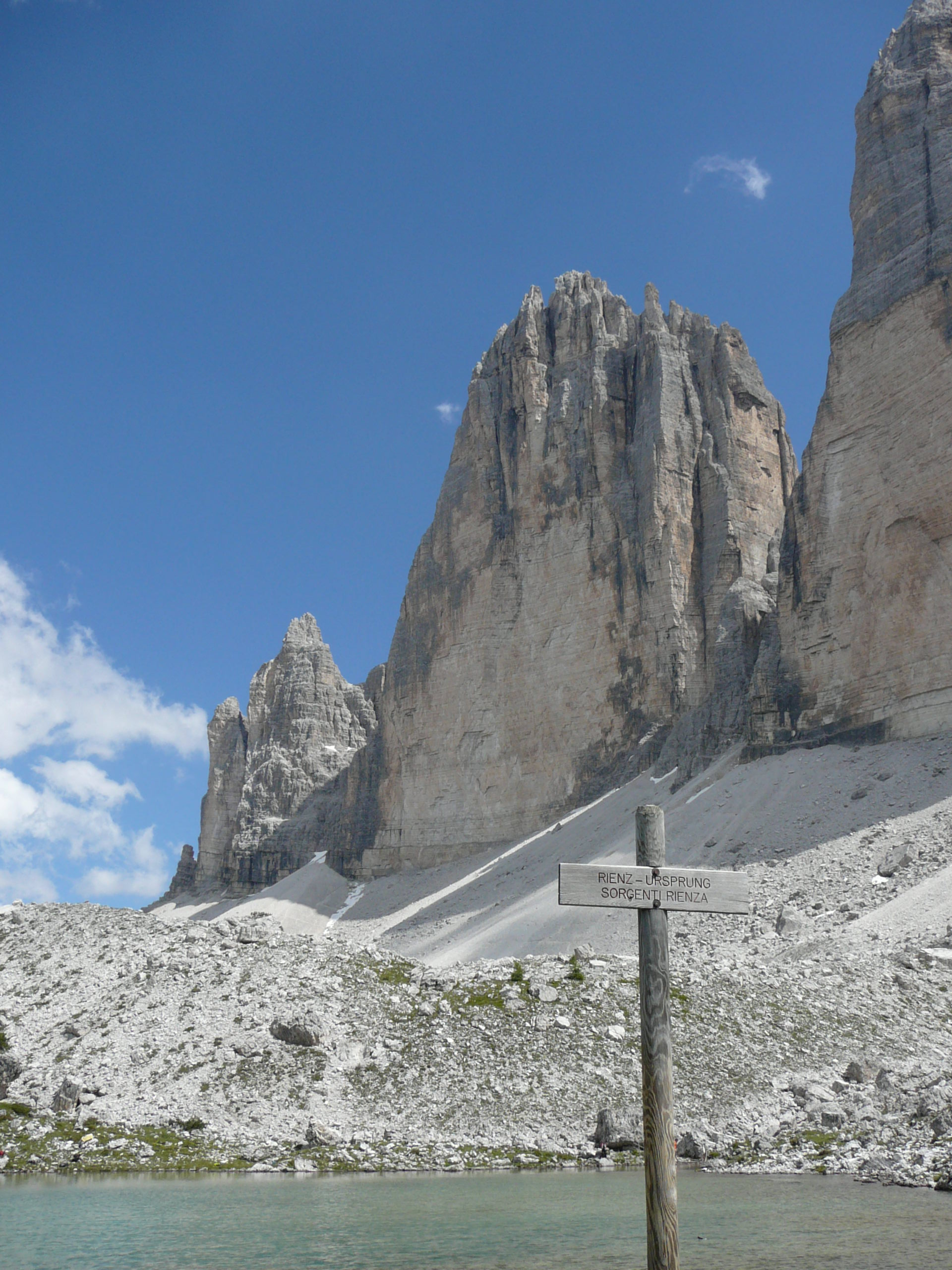
Le sorgenti della Rienza (Rienz-Ursprung)

Alla base delle Tre Cime di Lavaredo si trovano tre piccoli laghetti alpini; da qui sgorga l'acqua che scende a valle lungo la valle della Rienza Nera (Schwarze Rienz), tra il monte Piana e il monte Rudo.
In seguito il torrente entra nella val di Landro, passando per il lago di Landro e successivamente per il lago di Dobbiaco. Il torrente entra così nella Val Pusteria presso Dobbiaco e scorre lungo tutta la vallata in direzione ovest attraversando i principali centri abitati della valle.
Il corso d'acqua passa attraverso diversi sbarramenti artificiali come la diga di Valdaora e la diga di Vandoies.
La principale località attraversata durante la sua discesa è Brunico. Il fiume termina il proprio corso a Bressanone, confluendo nell'Isarco a 550 m s.l.m., dopo circa 90 chilometri di percorso.

## Affluenti
I principali affluenti sono: 
- a destra: il torrente Aurino (dalla Valle Aurina) che gli conferisce circa 1/3 della portata, il Rio Anterselva (dalla Valle di Anterselva), il Rio Casies (dalla Val Casies) e il rio di Fundres (dalla Val di Fundres).
- a sinistra: il Rio Gadera (dalla Val Badia), il Rio Braies (dalla Valle di Braies), ed il Rio Luson.